# 피 중간자
피 중간자(phi meson)는 기묘 쿼크와 기묘 반쿼크로 만들어진 벡터 중간자다. 기호는 그리스 문자 피 (φ).

## 역사
1962년에 그리스의 니콜라오스 사미오스(Νικόλαος Σάμιος, Nicholas P. Samios)가 브룩헤이븐 연구소에서 발견하였고, "피"라고 이릅붙였다. 그 발견은 이후 팔정도와 쿼크 모형의 도입에 큰 역할을 하였다.

## 같이 보기
- 입자 목록

## 참고 문헌
- Connolly et al., "Existence and Properties of the ϕ Meson", Phys. Rev. Lett. 10, 371–376 (1963). (발견 논문)